# Trdliště

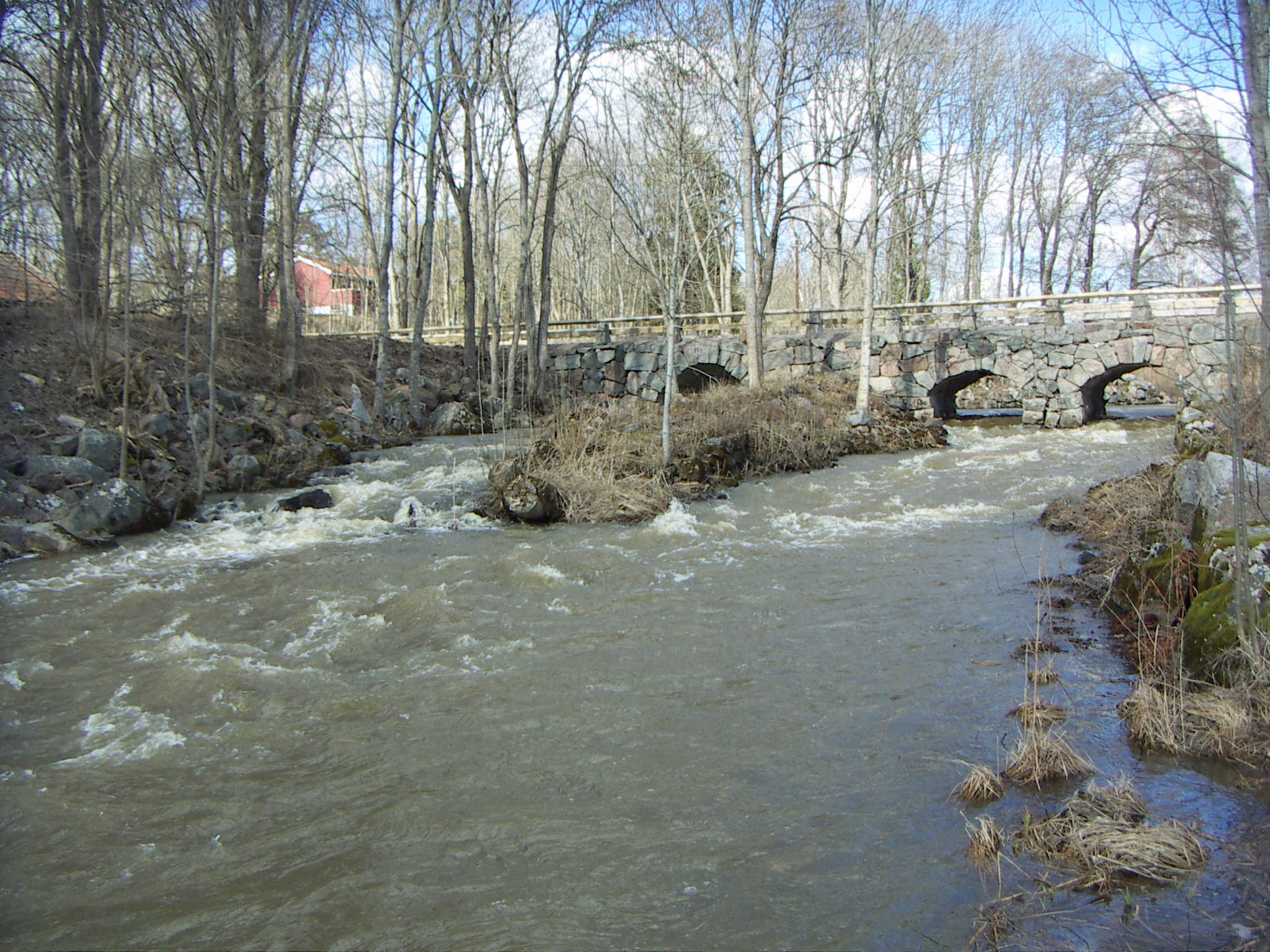
Trdliště bolena dravého

Trdliště je označení pro místo, kde dochází ke tření ryb či kruhoústých. 

## Popis
Volba trdliště je závislá na způsobu života jednotlivých druhů, ale zejména na druhu jiker. V případě že nejsou lepkavé potom některé druhy, jako třeba lososi, vyhledávají rychle tekoucí čisté úseky toků s vysokým obsahem kyslíku a pevným štěrkovitým dnem, kde navíc některé druhy vytloukají ve vhodných místech dna hnízda a vypouští své jikry volně do vody. 
Např. mihule zahrabávají jikry do písku. Z jikry se líhne slepá larva minoha, která žije v písku další tři až čtyři roky. Žádné nevolí měkké bahnité dno v místech s jen mírným průtokem nebo ve stojatých vodách, protože by se jikry zadusily. 
Ryby, které žijí v uvedeném vodním prostředí mají jikry většinou lepkavé a vytírají se na vodní porosty, kořeny rostlin a stromů atd. Např. štiky využívají k výtěru příbřežní vegetaci, zatímco candáti kladou jikry na písčité dno, kde mlíčák jikry hlídá proti všem vetřelcům, tedy i proti dravější jikernačce. Pokud se vytírá candát polouměle v sádkách používá se na hnízdo například kořenů ostřice. Jen menší skupina ryb staví pro své potomstvo hnízda, která poté hlídají.